# Station Poznań Plewiska
Station Poznań Plewiska is een spoorwegstation in de Poolse plaats Plewiska.